# Hülsede
Hülsede è un comune di 1.035 abitanti della Bassa Sassonia, in Germania.
Appartiene al circondario (Landkreis) di Schaumburg (targa SHG) ed è parte della comunità amministrativa (Samtgemeinde) di Rodenberg.
Oltre al capoluogo (Hülsede), il territorio comunale comprende le frazioni (Ortsteil) di Meinsen e Schmarrie.